# 살타투코투코
살타투코투코(Ctenomys saltarius)는 투코투코과에 속하는 설치류의 일종이다. 아르헨티나 토착종으로 살타주에서만 발견된다.